# Das Halsband der Geschichten
Das Halsband der Geschichten (The Necklace of Tales) ist ein 2019 erschienenes Kinderbuch von Amma Darko. 

## Inhalt
Die Erzählerin ist eine alte Frau namens Aberewa Pekasa. Aberewa hatte als Kind von ihrer Großmutter ein Geschichtenhalsband geerbt, das verschwand, als sie vierzehn Jahre alt war.
Die elfjährige Obiba ist Waise und ihr Name bedeutet „jemandes Kind“. Sie lebt als Hausmädchen bei Maame Tirimudin, von der sie genauso schikaniert wird wie von der Tochter Ahokyere. Es stellt sich heraus, dass Obiba die lange vermisste Nichte Aberewas ist und dass das Halsband zu ihr gefunden hat.
In diese Rahmenhandlung ist die Geschichte der Spinne Kweku Ananase eingebettet. Obiba gerät in die Märchenwelt Zangers hinein und erlebt die Geschichten von Ananase und Pinchop, der Ameise. Die beiden Wesen besuchen auch die reale Welt.
Die Spinne Ananse oder Anansi ist eine mythologische Figur der Akan (Ghana). 

## Ausgaben
- Deutsche Erstausgabe (Übersetzung: Regina Bouillon): elbaol verlag hamburg 2019, ISBN 9783939771746